# Kumamoto
Kumamoto (japanisch 熊本市 Kumamoto-shi, deutsch ‚kreisfreie Stadt Kumamoto‘, englisch Kumamoto City; City of Kumamoto; Kumamoto, Kumamoto) ist eine Großstadt und Verwaltungssitz der gleichnamigen japanischen Präfektur (-ken) Kumamoto. Sie liegt an der Westküste von Kyūshū, der südlichsten Hauptinsel Japans, und vorgelagerten Inseln in der Region Kyūshū. Kumamoto ist am 1. April 2012 zu einer durch Regierungserlass bestimmten Großstadt (seirei shitei toshi) ernannt worden. Damit ist Kumamoto die insgesamt 20. derartige Stadt Japans.

## Geographie
Kumamoto liegt nördlich zentral in der Präfektur Kumamoto ca. 110 km südlich von Fukuoka und ca. 180 km nördlich von Kagoshima. Mit 738.385 Einwohnern ist Kumamoto die 17. größte Stadt Japans und die drittgrößte auf Kyūshū hinter Fukuoka und Kitakyūshū.

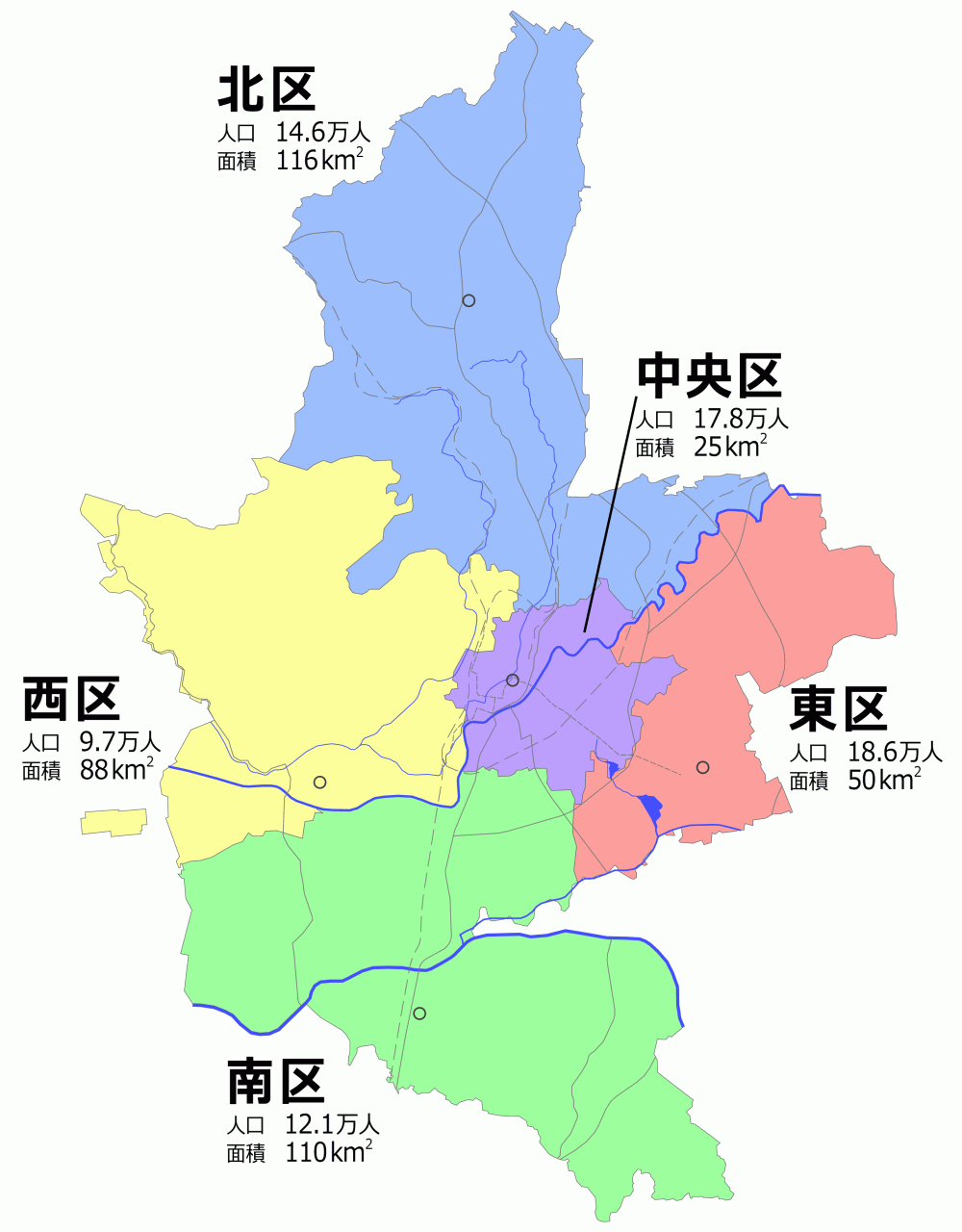
Stadtbezirke Kumamotos

### Stadtgliederung
Kumamoto wird seit dem 1. April 2012 in fünf Stadtbezirke (-ku) eingeteilt:

| Code         | Name         | Name   | Fläche (in km²) | Bevölkerung | Bevölkerungs- dichte (Ew./km²) | …        |              |
| Code         | Rōmaji       | Kanji  | 01.10.20171     | 01.10.20182 | 01.10.20153                    | …        |              |
| ------------ | ------------ | ------ | --------------- | ----------- | ------------------------------ | -------- | ------------ |
| 43101        | Chūō-ku      | 中央区 | 25,45           | 188.108     | 186.300                        | 7.320,24 | Bezirk Mitte |
| 43102        | Higashi-ku   | 東区   | 50,19           | 188.695     | 190.451                        | 3.794,60 | Bezirk Ost   |
| 43103        | Nishi-ku     | 西区   | 89,33           | 91.273      | 93.171                         | 1.043,00 | Bezirk West  |
| 43104        | Minami-ku    | 南区   | 110,01          | 129.695     | 127.769                        | 1.161,43 | Bezirk Süd   |
| 43105        | Kita-ku      | 北区   | 115,34          | 141.785     | 143.131                        | 1.240,95 | Bezirk Nord  |
| Kumamoto-shi | Kumamoto-shi | 熊本市 | 390,32          | 739.556     | 740.822                        | 1.897,99 |              |

### Angrenzende Städte und Gemeinden
- Tamana
- Uto
- Uki
- Kōshi
- Kikuchi
- Yamaga
- Mashiki

### Klima
Die Jahresdurchschnittstemperatur beträgt ca. 16 °C und der Niederschlag zwischen 1.500 mm und 2.400 mm pro Jahr. Abgesehen von den Regionen an der Ariake-See herrscht ein kontinental warm-gemäßigtes Klima mit großen Temperaturunterschieden zwischen Sommer und Winter vor. Der Sommer ist geprägt von großer Hitze und hoher Luftfeuchtigkeit. Im Winter fallen die Temperaturen zeitweise unter den Gefrierpunkt und es schneit gelegentlich.
|                       | Jan  | Feb  | Mär   | Apr   | Mai   | Jun   | Jul   | Aug   | Sep   | Okt  | Nov  | Dez  |   |         |
| Mittl. Tagesmax. (°C) | 10,5 | 12,1 | 15,7  | 21,3  | 25,6  | 28,2  | 31,7  | 33,2  | 29,2  | 24,6 | 18,5 | 13,0 | ⌀ | 22      |
| Mittl. Tagesmin. (°C) | 1,2  | 2,3  | 5,6   | 10,3  | 15,2  | 19,8  | 24,0  | 24,4  | 20,8  | 14,2 | 8,3  | 3,1  | ⌀ | 12,5    |
|                       |      |      |       |       |       |       |       |       |       |      |      |      |   |         |
| Niederschlag (mm)     | 60,1 | 83,3 | 137,9 | 145,9 | 195,5 | 404,9 | 400,8 | 173,5 | 170,4 | 79,4 | 80,6 | 53,6 | Σ | 1.985,9 |
|                       |      |      |       |       |       |       |       |       |       |      |      |      |   |         |
| Regentage (d)         | 8,6  | 9,0  | 12,4  | 10,9  | 11,1  | 14,4  | 13,5  | 10,7  | 10,6  | 6,9  | 7,9  | 8,2  | Σ | 124,2   |

| 1,2 |

| 2,3 |

| 5,6 |

| 10,3 |

| 15,2 |

| 19,8 |

| 24,0 |

| 24,4 |

| 20,8 |

| 14,2 |

| 8,3 |

| 3,1 |

| 1,2 |

| 2,3 |

| 5,6 |

| 10,3 |

| 15,2 |

| 19,8 |

| 24,0 |

| 24,4 |

| 20,8 |

| 14,2 |

| 8,3 |

| 3,1 |

## Geschichte
Im Ersten Weltkrieg befand sich in Kumamoto ein Kriegsgefangenenlager, in dem nach der Eroberung des deutschen Pachtgebietes Kiautschou durch japanische und britische Truppen im November 1914 zunächst etwa 650 deutsche und österreich-ungarische Kriegsgefangene untergebracht wurden. 1915 wurde dieses Kriegsgefangenenlager nach Kurume verlegt.

## Politik
- KPJ: 2
- Shimin rengō („Bürgerbund“; mit DVP, KDP): 7
- Kōmeitō: 7
- Fraktionslos (darunter Ishin): 3
- LDP Kumamoto: 13
- Kumamoto LDP: 14
- Sanseitō: 2

Oberbürgermeister der Stadt Kumamoto (Kumamoto-shichō) ist seit 2014 Kazufumi Ōnishi, vorher seit 1997 Abgeordneter im Präfekturparlament von Kumamoto für den damaligen Wahlkreis Stadt Kumamoto. Er löste Seishi Kōyama ab, der nicht für eine vierte Amtszeit kandidierte. Bei der Bürgermeisterwahl 2022 wurde Ōnishi mit LDP-Kōmeitō-Unterstützung gegen zwei Kandidaten mit über 85 % der Stimmen für eine dritte Amtszeit bestätigt. Die Wahlbeteiligung sank auf ein neues Rekordtief von 28,3 %.
Das Parlament der Stadt Kumamoto (Kumamoto-shigikai) hat regulär 48 Mitglieder, nach der Ernennung zur Großstadt fungieren seit 2015 die Bezirke als Wahlkreise (Wahlkreismagnituden seit 2023: Chūō-ku 12, Higashi-ku 12, Nishi-ku 6, Minami-ku 9, Kita-ku 9). Es wurde bei den einheitlichen Regionalwahlen im April 2023 neu gewählt. Die Mehrheit der Abgeordneten kommen von der LDP oder wurden ohne Parteinominierung gewählt.
Bei Wahlen zum 48-köpfigen Präfekturparlament Kumamoto (Kumamoto-kengikai) ist die Stadt Kumamoto heute in zwei Wahlkreise unterteilt, die zusammen 17 Abgeordnete wählen (Stadt Kumamoto I: 12, Stadt Kumamoto II: 5). Davon gehören (Stand: Mai 2023) sieben der LDP-Fraktion, drei der KDP-Fraktion, drei der Kōmeitō und je einer der Ishin no Kai und der Sanseitō an, zwei Abgeordnete sind fraktionslos.
Bei Wahlen zum Abgeordnetenhaus (Shūgiin), dem Unterhaus der Staatsversammlung (Kokkai), erstreckt sich die heutige Stadt Kumamoto seit einer Neuordnung der Wahlkreise in der Präfektur Kumamoto zur Abgeordnetenhauswahl 2017 in die Wahlkreise I und II, letzterer umfasst auch die Stadt Arao sowie Kreis und Stadt Tamana. Den Wahlkreis I verteidigte bei der Wahl 2024 Minoru Kihara (LDP, 55,1 %), den Wahlkreis II Daisuke Nishino (LDP, 69,3 %).

## Kultur und Sehenswürdigkeiten

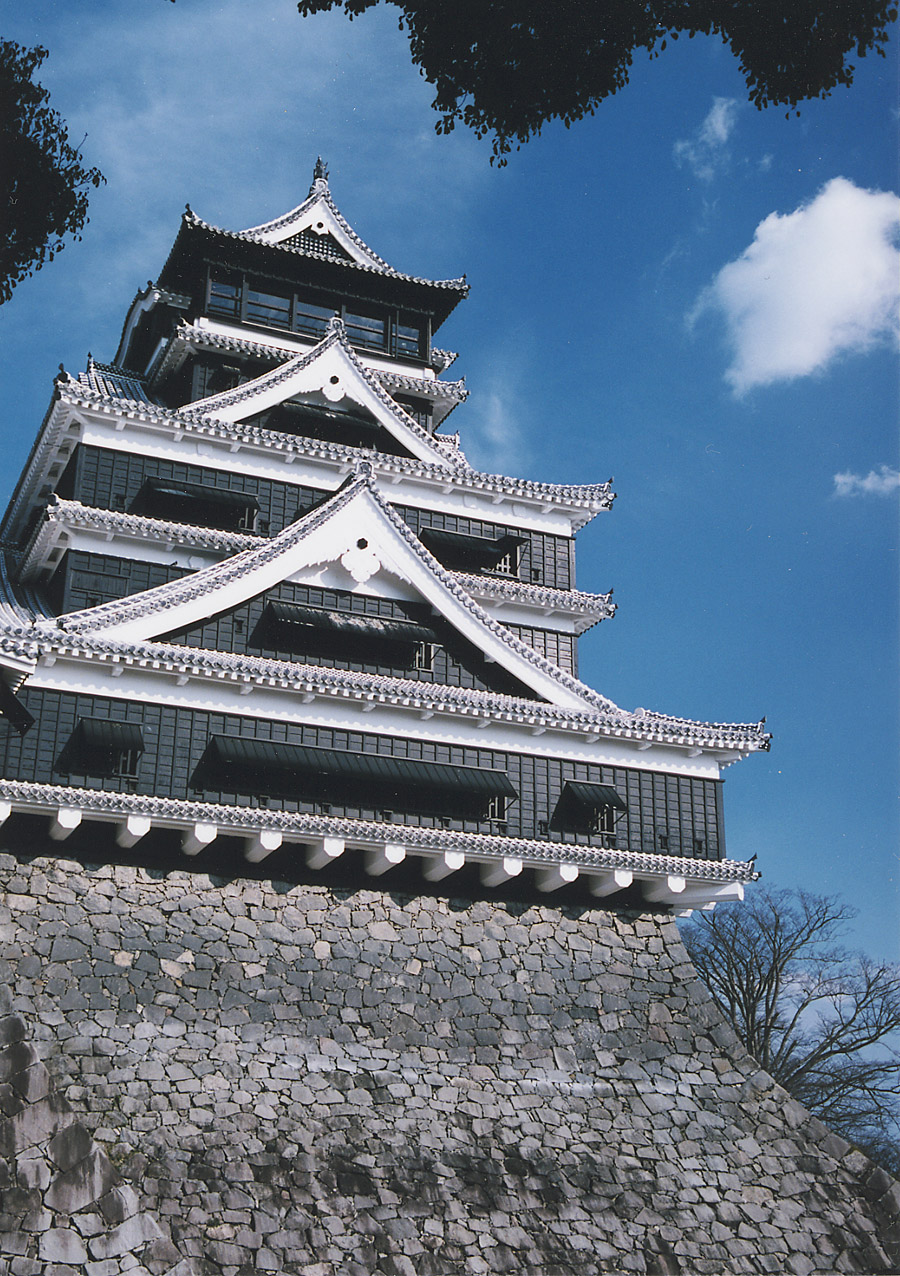
Die Burg Kumamoto

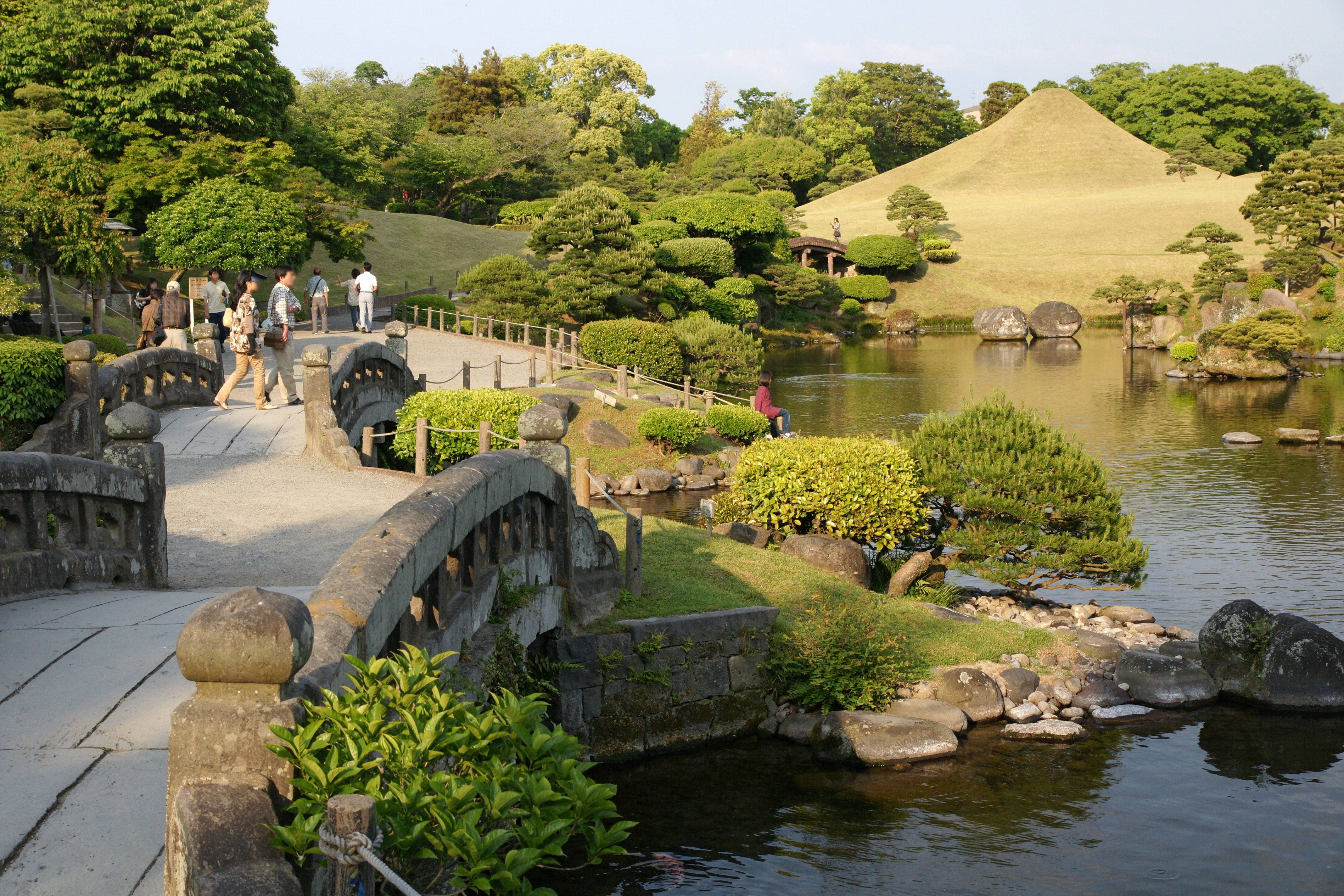
Suizenji-Park

### Sehenswürdigkeiten
- Das Stadtbild wird geprägt durch die in den 1960er Jahren teilweise rekonstruierte Burg Kumamoto. Einige Nebengebäude der 1607 erbauten und 1877 durch ein Feuer während der Satsuma-Rebellion zerstörten Burg waren bis zum Kumamoto-Erdbeben 2016 noch im Originalzustand erhalten. Große Teile der Burg wurden durch das Erdbeben jedoch beschädigt oder sogar zerstört.
- Die ehemalige Residenz des Hosokawa Gyobo, einem jüngeren Bruder von Hosokawa Tadatoshi, der von 1633 bis 1641 daimyo des Lehens Kumamoto war, ist ein gut erhaltenes Samuraihaus, das 1993 an den derzeitigen Ort in der Nähe der Burg verlegt wurde.
- Suizenji-Park (水前寺成趣園), auch bekannt unter dem Namen (水前寺公園), ist ein Landschaftsgarten, der beginnend im Jahr 1636 von Hosokawa Tadatoshi angelegt wurde. Um den Teich im Zentrum des Parks wurden Stationen des historischen Tōkaidō in Miniatur nachgebildet, unter anderem der Berg Fuji.

### Museen
- Kumamoto Prefectural Museum of Art (englisch für das 熊本県立美術館 Kumamoto-kenritsu bijitsukan)
- Städtisches Museum Kumamoto (熊本市立熊本博物館 Kumamoto-shiritsu hakubutsukan)
- Contemporary Art Museum, Kumamoto (englisch für das 熊本市現代美術館 Kumamoto-shi gendai bijutsukan)

## Verkehr
- Straße:
  - Kyūshū-Autobahn
  - Nationalstraße 3: nach Kagoshima oder Kitakyūshū
- Zug:
  - JR Kyūshū-Shinkansen: nach Kagoshima oder Fukuoka
  - JR Kagoshima-Hauptlinie: nach Kagoshima oder Kitakyūshū
  - JR Hōhi-Hauptlinie: nach Beppu

Nordöstlich der Stadt gibt es den Flughafen Kumamoto.

## Wirtschaft
Wirtschaftliche Bedeutung haben neben chemischer und pharmazeutischer Industrie noch Textilverarbeitung, Papierherstellung und Kunsthandwerk, im Umland befinden sich Produktionsstandorte von Halbleiterfirmen und es wird Reis und Tabak angebaut.

## Wissenschaft und Bildung
- Universitäten und Colleges
  - Heisei ongaku daigaku
  - Kumamoto-Gakuen-Universität
  - Universität Kumamoto
  - Kumamoto hoken kagaku daigaku
  - Kumamoto-kenritsu daigaku
  - Kyūshū rūteru gakuin daigaku
  - Kyūshū tōkai daigaku
  - Shokei College
  - Sojo Universität

## Söhne und Töchter der Stadt
- Sakurama Banma (1835–1917), Nō-Schauspieler
- Mikiya Etō (* 1999), Fußballspieler
- Takuro Ezaki (* 2000), Fußballspieler
- Wataru Iwashita (* 1999), Fußballspieler
- Haruto Hidaka (* 2003), Fußballspieler
- Motoyama Hikoichi (1853–1932), Unternehmer und Politiker
- Kozaki Hiromichi (1856–1938), Christ und Pädagoge
- Sayuri Ishikawa (* 1958), Enka-Sängerin und Schauspielerin
- Minoru Kihara (* 1969), Politiker
- Keito Kumashiro (* 2007), Fußballspieler
- Hikaru Manabe (* 1997), Fußballspieler
- Shōgo Matsuo (* 1987), Fußballspieler
- Masatoshi Mihara (* 1988), Fußballspieler
- Kaito Miyazaki (* 2000), Fußballspieler
- Seiichirō Nakagawa (* 1979), Bahnradsportler
- Eiichirō Oda (* 1975), Mangaka
- Miyabi Onitsuka (* 1998), Snowboarderin
- Kōki Ōtani (* 1989), Fußballspieler
- Kōdai Sakamoto (* 1995), Fußballspieler
- Ikebe Sanzan (1864–1912), Journalist der Meiji-Zeit
- Yōko Shimada (1953–2022), Schauspielerin
- Tokunaga Sunao (1899–1958), Schriftsteller
- Leo Takae (* 1998), Fußballspieler
- Naoki Tajima (* 2000), Tennisspieler
- Kōsei Tajiri (* 2001), Fußballspieler
- Akiko Yonemura (* 1984), Tennisspielerin

Auch die Vorfahren des ehemaligen Präsidenten von Peru, Alberto Fujimori, stammen aus der Gegend von Kumamoto.

## Sport
Kumamoto ist die Heimat des Fußballvereins Roasso Kumamoto.
Das Kumamoto Stadium war einer der Austragungsorte der Rugby-Union-Weltmeisterschaft 2019.
Vom 30. November bis zum 15. Dezember 2019 war Kumamoto, zusammen mit Yamaga und Yatsushiro, Austragungsort der 24. Handball-Weltmeisterschaft der Frauen. Das Finale fand im Park Dome Kumamoto statt.

## Partnerstädte
- Guilin, Volksrepublik China, seit 1979
- San Antonio, USA, seit 1987
- Heidelberg, Deutschland, seit 1992
- Fukui, Japan, seit 1994